# Neoserica balabaca
Neoserica balabaca är en skalbaggsart som beskrevs av Brenske 1899. Neoserica balabaca ingår i släktet Neoserica och familjen Melolonthidae. Inga underarter finns listade i Catalogue of Life.